# Hollow Knight
『Hollow Knight』（ホロウナイト）は、2017年にオーストラリアの独立系ゲームスタジオTeam Cherryが開発・販売を行ったアクションゲームである。様々な虫たちが暮らす世界を舞台とし、プレーヤーは謎の主人公を操作して、かつて栄華を極めた地下の王国「ハロウネスト」の滅亡の歴史や主人公に課された宿命を知り、王国を滅ぼした敵に挑む。ゲームシステムはサイドビューで描かれた広大なエリアを探索するメトロイドヴァニアの形式で、道中のアイテム取得により身につく能力の数々を駆使しながら行動範囲を広げていく。
本作は少人数・低予算で制作されたインディーゲームであり、2014年11月にKickstarterにてクラウドファンディングで資金集めが行われた。これは大きな成功を収めて予定以上の資金を獲得し、2015年のβ版完成後もさらなる追加の開発が行われ、2017年に正式リリースされた。発売直後より批評家からの評価も高く、2018年6月には100万本を達成した。リリース後も、追加の開発を続けて無料のDLCをリリースし続け、2018年8月までに全4つのDLCを完成させた。該当年度のゲーム・オブ・ザ・イヤー（GOYT）では受賞には至らなかったが、多くの格式ある賞でノミネートされるなど、インディゲームとしては異例の扱いを受けた。2019年にPolygonが行った2010年代のベストゲーム100では55位にランクインしている。
2019年に続編となる『Hollow Knight Silksong』の制作が発表されている。

## ゲーム内容
『Hollow Knight』（ホロウナイト）は、メトロイドヴァニアの2D横スクロール型のアクションゲームである。
プレイヤーは「ナイト」と呼ばれる昆虫型の寡黙な主人公を操作し、滅んだ地下王国「ハロウネスト」を探索する。主人公は敵を攻撃する武器として釘（ネイル）を剣のように扱うことができ、また遠距離攻撃が可能な魔法を取得することもできる。
主人公の体力（ヒットポイント、HP）はあらかじめ決まっており、仮面のマークで表される。
ゲーム中で集めることができる「仮面の破片」によってHPの最大値は増やすことができる。また、敵を倒すことで主人公は、一般的なゲームでいうマジックポイント（MP）に相当するソウルを獲得し、これは「ソウルの器」に蓄積されていく。仮面をすべて失うと死亡し、すべてのジオを失い、保持できるソウルの量も減る。また死亡地点には自分の影とする敵が登場し、これを倒せば失ったソウルやジオ（後述）を回収できる。
ゲームではエリアに点在するベンチがセーブポイントになっており、ゲームオーバーになった場合など、最後に座ったベンチから再スタートする。
ソウルはこれを消費することで魔法を使用することができる。最初はヒットポイントの回復などしかできないが、ゲームの進行に伴い新しい魔法を覚え、より強力な攻撃手段などを行使できるようになる。
ソウルの保持最大値はゲーム中に点在する「器の破片」を集めることで増やすことができる。
また敵は倒されると「ジオ」と呼ばれる通貨を落とす。ジオは店を開くキャラクター（NPC）からアイテムを購入したりするのに使う。
基本的に各エリアには強力な敵やボスがおり、これらを倒さねば先に進むことはできない。
また、いくつかのボスを倒すと新たな能力が使用可能になる。
ゲーム後半では「夢見の釘」と呼ばれる特殊なアイテムを手に入れられる。これはハロウネストの敵キャラクターの心にアクセスできるというプロット上の役割以外にも、通常の釘で攻撃するよりも威力は低いが多くのソウルが手に入るといったゲーム上の特徴もある。また、いくつかのボスの難易度を上げたり、真のラスボスと戦うためのキーアイテムにもなる。
真のエンディングを迎えると「スティール・ソウル」というモードが解禁される。このモードでは死んだ場合に最初からとなり、やり直しすることができない。
ゲームプレイ中、プレイヤーは様々な虫を元にしたキャラクターと出会い、交流することができる。これらキャラクターはプレイに直接関わるものや言い伝えといった情報を提供したり、アイテムやその他支援を行う。
プレイヤーは釘の攻撃力強化やソウル最大値を上げることができる。また空中での多段ジャンプや壁に取りつき降りる動作、クイックダッシュやスーパーダッシュといった移動に関する特殊能力を得ることができる。
さらに「チャーム」と呼ばれる装備型の特殊能力もある。チャームはNPCから購入するなどして取得できる。チャームは戦闘能力やスキルの向上、仮面（HP最大値）の増加、機動力の向上、ジオの自動収集化、攻撃時のジオやソウルの取得量増加など、様々な付与特性がある。
ただし、1度に装備できる量（スロット）は決まっている。
本作は独自のテーマを持つ複数の大きなエリアから構成されており、それぞれ連結している。
ノンリニアなメトロイドヴァニア型のゲームスタイルで設計されており、プレイヤーは1本の正当ルートに縛れることはなく、あるいは世界全体を探索する必要性も強制されない。ただし、通常のゲームプレイでは入口に気づかず、そのまま立ち入ることがない可能性のエリアや、障害物によってアクセスが制限されているエリアなどは存在する。後者の場合に先に進むには、特定の移動能力やスキル、アイテムなどを取得する必要がある。
また直接連結していない離れたエリア間を移動する手段としてスタグという名のNPCが運営する駅がある。他にも路面電車やエレベーター、夢見の門などがある。
新しいエリアに入るとマップで周辺を確認できなくなる。このため、製図家のコーニファーを探し、彼から地図を購入する必要がある。
初期状態ではマップは大雑把にしか記されていないが、プレイヤーの探索に従ってマップは更新され正確になっていく。ただし、更新のタイミングは休憩地点であるベンチに座った時である。さらにマップの特定の場所をマーカーしたり、確認するには特定のアイテムを購入する必要がある。また、現在地点をマップで確認したい場合も特定のチャームを入手する必要がある。

## プロット
主人公は釘を剣のように携えた小柄な虫の騎士（ナイト）だが、来歴は不明で「王の道」という場所で目を覚ます。やがて辿り着いた寂れた町ダートマウスにて、その地下にはかつて栄華を誇るも、今は遺跡と化した虫たちの王国ハロウネストがあったことが明かされる。そこには正気を失ったかつての王国の住民たちがおり、主人公に襲いかかってくる。主人公はこの地下世界を冒険し、ハロウネストの歴史や滅んだ理由などを知っていく。
ハロウネスト王国は「蒼白なる王」の異名を持つ偉大な王ウィルムによって建国され、彼は他の虫たちに「精神」（自我）を与え、王国は大いに繁栄した。しかし、ある時から「精神」を失わせる謎の病気が流行り始め、滅んだ。ウィルムは何もしなかったわけではなく、賢者の教師モノモンと共におびただしい犠牲を出しながらも「ソウル」と「影」の研究を進めていた。ソウルは、一定の成果を出すもソウルの師の暴走によって終わり、ウィルムは「影」に期待する。その成果として、病気の感染源を、黒卵の神殿に閉じ込めることに成功するが、完全には封印できず、王国は滅んだ。主人公は神殿に向かい、王国を滅ぼしたものに立ち向かう使命を得るが、神殿の結界を司り、王国の賢者たちであった3匹の「夢見の守護者」が行く手を阻もうとする。また、正気を保つ謎の戦士ホーネットに能力や覚悟を試される。
NPCとの会話や石碑の情報などからプレーヤーはさらに詳細な情報を得ることもできる。病気の正体は王国の成立以前に信仰され、忘れかけられていた神ラディアンスであった。やがて国が滅びることを憂いていたウィルムは、永遠を得るためにラディアンスを用いようとするが、その能力は永遠を得る代わりに精神を失わせること、また、神本人も都合よく利用されることに怒り、王国民たちの夢に語りかけ、精神を汚染した。そこでウィルムはアビスと呼ばれる場所で古代の力を使ってラディアンスを閉じ込める器となる虫を多数作った。その1つがホロウナイト（空洞の騎士）であり、彼は虚無から生まれたために精神がなく、よってラディアンスによる夢の干渉を受けないと思われていた。しかし、ホロウナイトは王への忠誠心から成熟して精神を持つようになり、ラディアンスの干渉が効くようになって封印が不十分となった。また、主人公の正体はアビスから脱出した器の1つであることが示唆される。
主人公は遺跡を巡って夢の世界に干渉できる夢見の釘を手に入れ、能力を強化していく。そして「夢見の守護者」たちを倒し、またホーネットから王の印を託される。最終的に封印が解かれた神殿にて、ラディアンスに精神を侵され苦しむホロウナイトに挑む。本作はマルチエンディングが採用されており、その1つには、必要な情報と力を得てホロウナイトの夢の世界でラディアンス本体に挑み、これを討ち滅ぼして王国を救うというものも含まれる。

## 開発
本作の製作のきっかけとなったのはゲームジャムである「Ludum Dare 2013」であった。
このイベントにおいてゲームデザイナーのアリ・ギブソンとウィリアム・ペレンは、虫を殺して飢えを凌ぐ『Hungry Knight』（直訳：空腹の騎士）というゲームを考案した。
このゲームはニューグラウンズのプレイヤー評価で当初1/5（あまり良くない）とされていたが、その後4/5にまで評価が上がった。
その後、今度は「地表の下」（Beneath the Surface）というテーマで、別のゲームジャムに参加しようとした。この時は締切に間に合わず断念したが、このコンセプトを拡張する形で、地下世界を舞台に「深く古い王国」にて、虫をモデルにしたキャラクターを登場させるというアイデアが生まれた。
実際の製作にあたっては『ファザナドゥ』『メトロイドシリーズ』『リンクの冒険』『ロックマンXシリーズ』などに影響を受けたという。もっともTeam Cherryは大樹を舞台とした『ファザナドゥ』とは（探索の方向が）逆だけどね、とも言及している。彼らは自分たちが子どもの頃に遊んだゲームの、「突拍子もないクレイジーな秘密や奇妙なクリーチャーがいてもおかしくない」不思議な感覚や発見を再現したかったという。
プレイヤーがゲームを楽しむためには、キャラクターのコントロールが最も重要だと考えたか開発者らは『ロックマンX』をベースに主人公の動きを作った。具体的には水平移動時の加速をなくし、空中移動の幅を広げ、ダッシュでジャンプを中断できるようにした。
こうすることによって、敵の攻撃をギリギリで避けられたという体感をプレイヤーに与えることができるようになった。
本作の美術面では、ギブソンの手描きスケッチをそのままゲームエンジンに直接スキャンさせることで、「生き生きとした（vivid）場所の感覚」を表現することに成功した。また開発期間が極端に長引くのを防ぐため、なるべく「シンプルに保つ」ことを心掛けた。
世界の複雑さは『メトロイド』が参考にされ、プレイヤーは方向感覚を失って迷いつつも、道を見つける楽しみに焦点を当てている。プレイヤーを重要な地点へ導くものは基本的な標識しかない。
デザイン上の最難関であったのはマッピングシステムの導入にあたって、隠した部分を露呈させず、しかし、プレイヤーに不親切になりすぎないバランスを見つけることだった。
製作資金を得るため、2014年11月にKickstarterにてクラウドファンディングが開始された。目標は3.5万豪ドルという「ささやかな」金額であったが、2,158人の支援者から5.7万豪ドルを集めることに成功し、この結果、ゲームの規模を大きくし、さらにテクニカルディレクターのデイビッド・カジと作曲家のクリストファー・ラーキンを雇うことができた。
2015年9月にβ版が完成し、ゲームエンジンはStencylからUnityに変更された。その後も、コンテンツの追加が続けられ、多くのストレッチゴールを達成し続けた。

## リリース
本作は2017年2月24日にWindows版がリリースされ、続けて同年4月11日にLinux版とmacOS版がリリースされた。
2017年1月にNintendo Switch版も出ることは発表されており、これは2018年6月12日にリリースされた。製作者によれば、当初はWii Uでリリース予定であり、PC版と並行して2016年から開発していたが最終的にSwitch版に移行したという。
Switchへの移植作業にあたっては同じオーストラリアの開発スタジオであるShark Jumpスタジオの協力を得て作業を早めた。
当初は早期に出る計画であったが、伸びて2018年半ばでのリリースとなった。
リリース日の6月12日はE3 2018でのニンテンドーダイレクトのプレゼンテーションと重なっており、その日のうちにニンテンドーeショップでリリースされることが発表された。
PlayStation 4およびXbox One版は2018年9月25日に『Hollow Knight: Voidheart Edition』というタイトルでリリースされた。

### DLC
2017年8月3日、ダウンロードコンテンツ（DLC）の第1弾として『隠された夢』（Hidden Dreams）がリリースされた。このDLCでは2体の隠しボス、新たなファストトラベルシステム、スタグの駅を発見できる能力の追加のほか、音楽も2曲追加された。
同年10月26日には第2弾として『グリム巡業団』（The Grimm Troupe）がリリースされ、主要クエスト、ボス、チャーム、敵、その他のコンテンツが追加された。また、このアップデートで、日本語、ロシア語、ポルトガル語にも対応した。
2018年4月20日に第3弾『生命の血』（Lifeblood）がリリースされ、ボスや軽微な追加要素以外に様々な最適化やカラーパレットの変更、バグ修正などが行われた。
2018年8月23日に最後のDLC『神を求む者』（Godmaster）がリリースされた。このDLCでは新たなキャラクターやボスの追加、音楽、さらに「Godseeker」という名称の新規モード、そして2つのエンディングも追加された。なお、当初のタイトルは『Gods and Glory』であったが、商標上の懸念が変更されていた。
これら4つのDCLはすべて無料であった。

## 評価
レビュー集計サイトのMetacriticでは、PC版、PlayStation 4版、Xbox One版で「概ね好意的」とされ、Switch版では「全般的な称賛」とされている。
DestructoidのJed Whitakerは「傑作（masterpiece）」、PC GamerのTom Marksは「新たな傑作（classic）」と称賛した。
IGNは、そのビジュアル、サウンド、音楽、そしてそれら雰囲気を作り上げた「無数のディティール」を称賛した。
レビュアーは戦闘システムをシンプルかつ繊細なものと評した。これは移動システムと同様の反応の良さを称賛したものも含む。
IGNのMarksは「戦闘は比較的単純だが最初は大変だ（tricky）。（中略）忍耐と技術は報いてくれる」と述べている。
PC Gamerでは「チャーム」システムを称賛し、「チャームの素晴らしい点は「正解」（の組み合わせ）が見つからないことだ。だからといって間違った選択があるわけでもない」と述べている。
NintendoWorldReportのAbou-Nasrは、「チャームは様々なアップグレードを提供する（中略）チャームを外すことは、次の戦闘でより有利に戦うために自分の一部を取引している気分になる」と述べている。
また本作の難易度も着目され、難しいがやりがいがあると評された。
EurogamerのVikki Blakeは「非常に難しく、時にアンフェアである」と評した。
Nintendo World ReportのAdam Abou-Nasrも「アンフェアに思えた」とし、「イライラするほど難しいので、これはオススメできない」とノートに怒りを込めてメモしていたが、「最終的には受け入れた」としている。
ウィテカーは「どのボスもアンフェアだとは思わなかった」と述べている。
Destructoid と Nintendo World Report のレビュアーは困難な戦いの後に達成感を感じたとしている。
批評家たちはまた『DARK SOULS』シリーズとの比較も行い、死亡時に通貨を失い、取り戻すには自身の影を倒さなければならない仕組みについて言及した。
Destructoidは、この仕組みとボタンを押し続けることで回復できる機能について「ゲームが常に抱えてきた失敗に対する適切なペナルティとリスク・リワードのシステムについて、うまく回避している」と称賛した。

### 売上

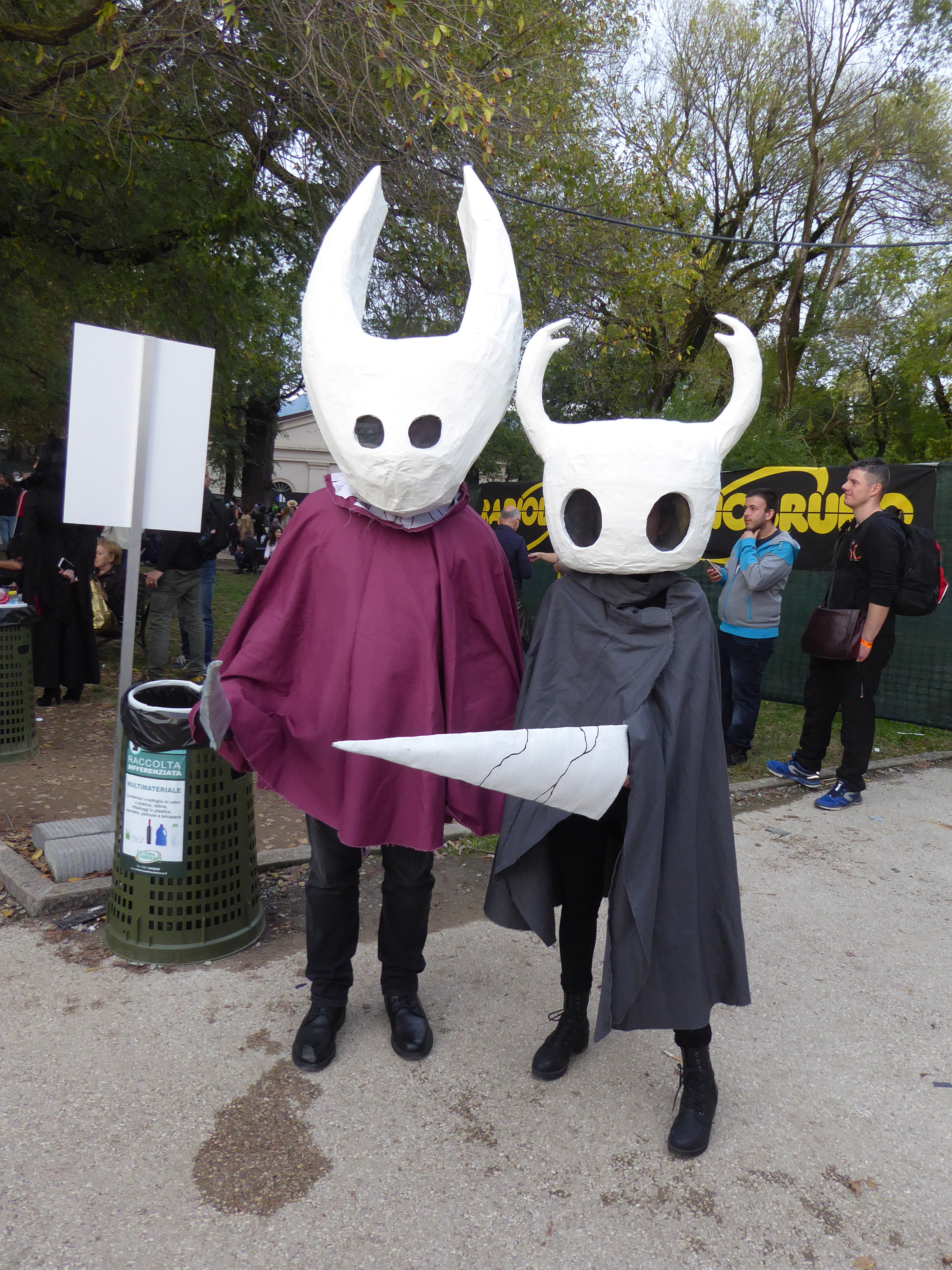
主人公とホーネットのコスプレ

本作は2017年11月までに50万本以上を売り上げ、2018年6月11日にはPC版での売上が100万本を達成した。またNintendo Switch版は2週間で25万本以上を売り上げた。
2018年7月までに120万本を超え、2019年2月には280本以上を達成した。

### 賞歴
本作は2017年度の複数のゲーム・オブ・ザ・イヤー（GOTY）においてノミネートや受賞を果たした。主だったところではDestructoidのGOTYではベストPCゲーム部門、IGNのGOTYではベストプラットフォーマー部門でノミネートされた。
PC GamerのGOTYでは最優秀プラットフォーマー賞を受賞した。
また、2019年にPolygonが行った2010年代のベストゲーム100では、55位にランクインした。
| 年   | 賞                                                    | 部門                                  | 結果       | 出典          |
| ---- | ----------------------------------------------------- | ------------------------------------- | ---------- | ------------- |
| 2017 | SXSWゲーム賞 2017                                     | Gamer's Voice (Single Player)         | ノミネート | [ 62 ]        |
| 2017 | The Game Awards 2017                                  | Best Debut Indie Game                 | ノミネート | [ 63 ]        |
| 2017 | Australian Screen Sound Guild 2017                    | Best Sound For Interactive Media      | 受賞       | [ 64 ]        |
| 2018 | ゲーム・デベロッパーズ・チョイス・アワード            | Best Debut (Team Cherry)              | ノミネート | [ 65 ] [ 66 ] |
| 2018 | 第14回英国アカデミー賞ゲーム部門                      | Debut Game                            | ノミネート | [ 67 ] [ 68 ] |
| 2018 | ゴールデンジョイスティックアワード                    | Nintendo Game of the Year             | ノミネート | [ 69 ] [ 70 ] |
| 2018 | Australian Games Awards                               | Independent Game of the Year          | 受賞       | [ 71 ]        |
| 2018 | Australian Games Awards                               | Australian Developed Game of the Year | 受賞       | [ 71 ]        |
| 2019 | National Academy of Video Game Trade Reviewers Awards | Art Direction, Fantasy                | ノミネート | [ 72 ] [ 73 ] |
| 2019 | National Academy of Video Game Trade Reviewers Awards | Character Design                      | ノミネート | [ 72 ] [ 73 ] |
| 2019 | National Academy of Video Game Trade Reviewers Awards | Design, New IP                        | 受賞       | [ 72 ] [ 73 ] |
| 2019 | National Academy of Video Game Trade Reviewers Awards | Game, Original Action                 | ノミネート | [ 72 ] [ 73 ] |

## 続編
2019年2月にTeam Cherryは続編の制作を開始したことを発表した。もともとは本作のDLCとして計画していたが規模が大きくなりすぎたために個別タイトルにしたという。続編のタイトルは『Hollow Knight: Silksong』としているが、2023年時点ではリリース予定の延期が発表されている。
2019年時点でTeam Cherryは、Windows、macOS、Switch、PS4、X/Sのプラットフォームでのリリースする予定だと報告しており、2022年にはPS5版の予定も発表された。
内容はホーネットが「ファルーム」という名の王国を探索するとしている。
体験版では、オリジナルと同じ戦闘システムが踏襲されているが、いくつかの変更点も見られる。例えばプレイキャラクターのホーネットは、本作の主人公よりも機動性に優れ、チャームの代わりに道具（ツール）を用いる。